# UFC 37
UFC 37: High Impact（ユーエフシー・サーティセブン：ハイ・インパクト）は、アメリカ合衆国の総合格闘技団体「UFC」の大会の一つ。2002年5月10日、ルイジアナ州ボージャーシティのセンチュリーテル・センターで開催された。

## 大会概要
メインイベントのUFC世界ミドル級タイトルマッチでは、1Rに王者ムリーロ・ブスタマンチが挑戦者マット・リンドランドを腕ひしぎ十字固めに捕らえ、リンドランドがタップしたように見えたためブスタマンチが腕ひしぎ十字固めを解いてしまったが、レフェリーが見逃したため試合は続行され、3Rに改めてフロントチョークによる決着となった。
ロビー・ローラー、アイヴァン・サラベリーがUFCに初出場した。

## 試合結果

### プレリミナリィカード
第1試合 ウェルター級 5分3R
○  ロビー・ローラー vs.  アーロン・ライリー ×
3R終了 判定3-0（29-27、29-26、29-27）
第2試合 ウェルター級 5分3R
-  ベンジー・ラダック vs.  スティーブ・バーガー －
1R 0:27 無効試合（反則）
※当初はラダックのパウンドによるTKO勝ちとされたが、反則のパンチを使用していたとして、同年6月13日にルイジアナ州アスレチック・コミッションの裁定により無効試合となった
第3試合 ミドル級 5分3R
○  アイヴァン・サラベリー vs.  アンドレイ・シモノフ ×
3R 2:27 TKO（レフェリーストップ：パウンド）

### メインカード
第4試合 ライト級 5分3R
○  宇野薫 vs.  イーブス・エドワーズ ×
3R終了 判定3-0（29-28、30-29、29-28）
第5試合 ミドル級 5分3R
○  フィル・バローニ vs.  アマール・スロエフ ×
1R 2:55 TKO（レフェリーストップ：マウントパンチ）
第6試合 ライト級 5分3R
○  BJ・ペン vs.  ポール・クレイトン ×
2R 3:23 TKO（レフェリーストップ：マウントパンチ）
第7試合 ヘビー級 5分3R
○  リコ・ロドリゲス vs.  高阪剛 ×
2R 3:25 TKO（レフェリーストップ：マウントパンチ）
第8試合 UFC世界ミドル級タイトルマッチ 5分5R
○  ムリーロ・ブスタマンチ vs.  マット・リンドランド ×
3R 1:33 フロントチョーク
※ブスタマンチが王座の初防衛に成功